# Мухамед Карамехмедовић
Мухамед Карамехмедовић (Требиње, 28. децембар 1924 — Сарајево, 5. јун 2008) био је босанскохерцеговачки и југословенски историчар умјетности и редовни професор.

## Биографија
Студије историје умјетности завршио је на Филозофском факултету у Београду 1956, а докторирао je на Филозофском факултету у Љубљани 1965. одбраном тезе Умјетничка обрада метала турског периода у Босни и Херцеговини. У Сарајеву је од 1960. био професор на Архитектонском факултету, од 1972. и на Академији ликовних умјетности, гдје је био и први декан, а потом је предавао на Филозофском факултету и Академији сценских умјетности. Послије 1995. био је директор Народног позоришта у Сарајеву. Један је од оснивача ликовних манифестација „Сарајевски салон“ и „Документи“. Бавио се снимањем документарних филмова о културном насљеђу. За дописног члана АНУБиХ изабран је 1995, а за редовног 2005. године. Био је члан Међународног удружења критичара и предсједник Савеза друштава историчара умјетности Југославије. Добитник је Двадесетседмојулске награде БиХ и Шестоаприлске награде града Сарајева.